# Anallacta
Anallacta är ett släkte av kackerlackor. Anallacta ingår i familjen småkackerlackor.
Kladogram enligt Catalogue of Life:
| Anallacta | \| \| Anallacta abbreviata \| \| \| \| \| \| Anallacta andreinii \| \| \| \| \| \| Anallacta brachyptera \| \| \| \| \| \| Anallacta capensis \| \| \| \| \| \| Anallacta confusa \| \| \| \| \| \| Anallacta knysnana \| \| \| \| \| \| Anallacta lobata \| \| \| \| \| \| Anallacta marginalis \| \| \| \| \| \| Anallacta methanoides \| \| \| \| \| \| Anallacta opaca \| \| \| \| \| \| Anallacta testacea \| \| \| \| \| \| Anallacta undata \| \| \| \| |
|           | \| \| Anallacta abbreviata \| \| \| \| \| \| Anallacta andreinii \| \| \| \| \| \| Anallacta brachyptera \| \| \| \| \| \| Anallacta capensis \| \| \| \| \| \| Anallacta confusa \| \| \| \| \| \| Anallacta knysnana \| \| \| \| \| \| Anallacta lobata \| \| \| \| \| \| Anallacta marginalis \| \| \| \| \| \| Anallacta methanoides \| \| \| \| \| \| Anallacta opaca \| \| \| \| \| \| Anallacta testacea \| \| \| \| \| \| Anallacta undata \| \| \| \| |
|           | Anallacta abbreviata |
|           | |
|           | Anallacta andreinii |
|           | |
|           | Anallacta brachyptera |
|           | |
|           | Anallacta capensis |
|           | |
|           | Anallacta confusa |
|           | |
|           | Anallacta knysnana |
|           | |
|           | Anallacta lobata |
|           | |
|           | Anallacta marginalis |
|           | |
|           | Anallacta methanoides |
|           | |
|           | Anallacta opaca |
|           | |
|           | Anallacta testacea |
|           | |
|           | Anallacta undata |
|           | |

## Bildgalleri

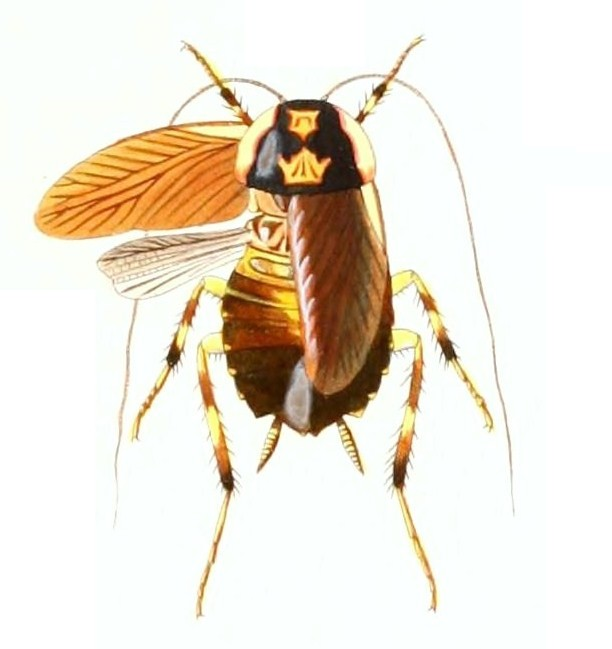
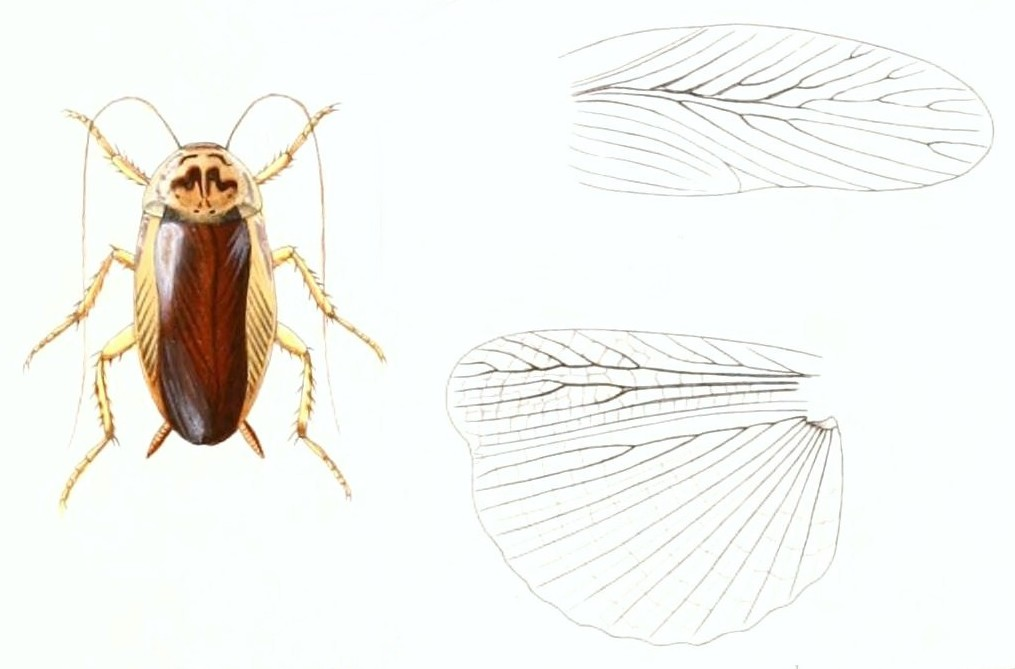
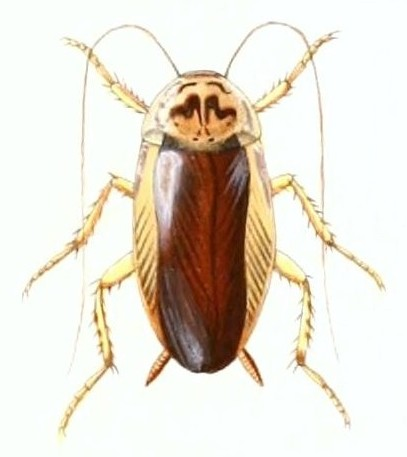
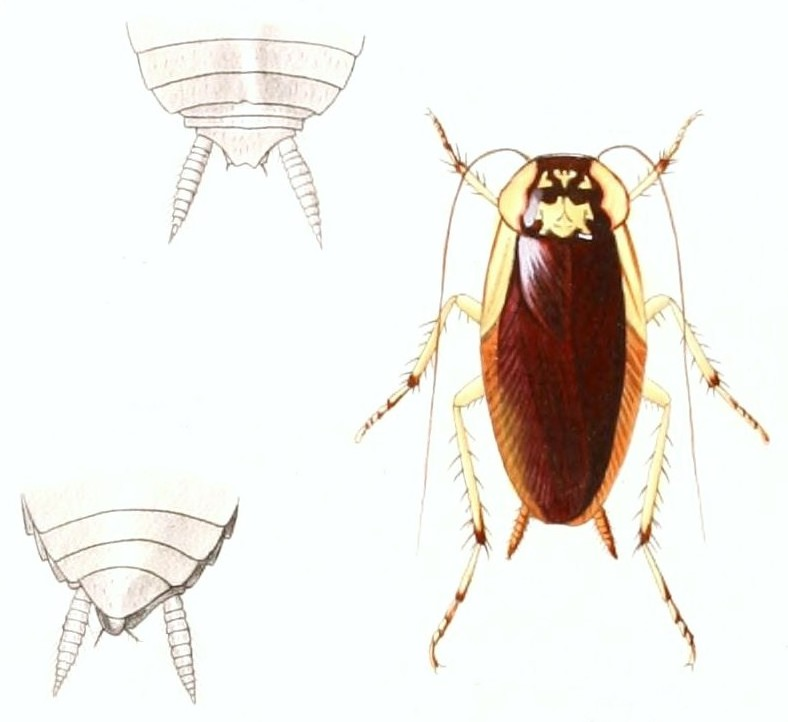
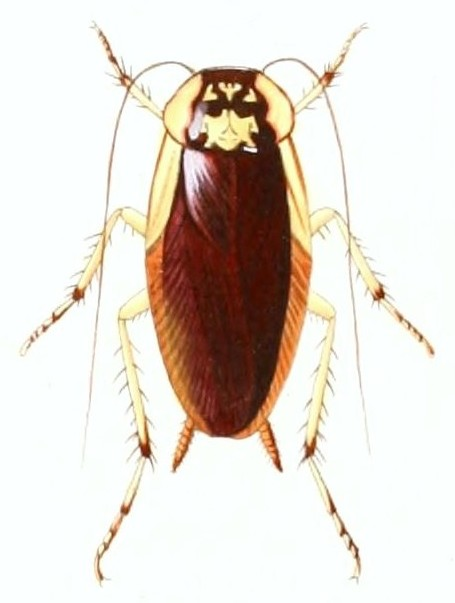